# Insula

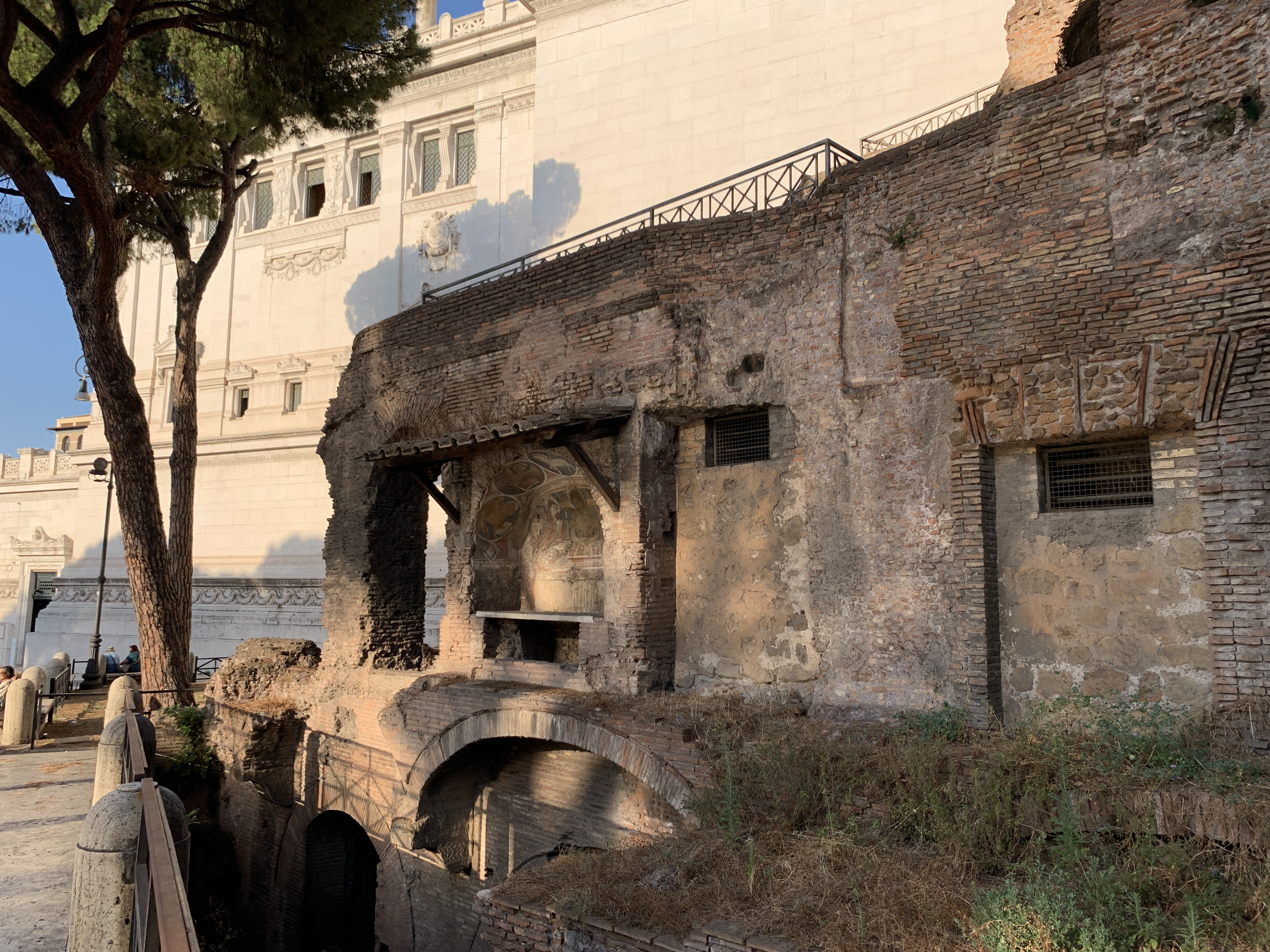
Insula dell'Ara Coeli a Roma del II secolo

L'insula era un tipo edilizio che costituiva il condominio dell'antica Roma tardo-repubblicana e, poi, imperiale.

## Descrizione
Sulla base di rinvenimenti catastali, a Roma sotto l'imperatore Settimio Severo la popolazione era di circa 1,2 milioni di abitanti su 2000 ettari di superficie; le insulae erano pertanto 46.602 contro 1797 domus. Le prime erano dimora dei plebei, mentre le seconde erano abitate dai patrizi. 
Nella forma più tipica, le insulae erano edifici a pianta quadrangolare, con cortile interno (cavedio) talvolta porticato, sul quale erano posti i corridoi di accesso alle varie unità abitative, dette cenacula, tecnicamente veri e propri "appartamenti". In questi edifici il piano terra era solitamente destinato a botteghe di vario genere (tabernae), dotate di un soppalco adibito a deposito di materiali e/o alloggio degli artigiani più poveri; ai piani superiori si trovavano gli alloggi, che diventavano meno pregiati man mano che si saliva verso il tetto. Le unità abitative andavano tipicamente da tre a dieci stanze, delle quali una di solito era di dimensioni maggiori e in posizione migliore rispetto alle altre. Il primo piano, solitamente, ospitava i cenacula di maggior pregio, spesso serviti da una balconata lignea o in muratura, poggiata su mensole, che percorreva l'intero affaccio stradale. Le sistemazioni si facevano più spartane e precarie ai piani superiori, fino ad arrivare al sottotetto, dove si pativa freddo d'inverno e caldo d'estate, oltre a stillicidi d'acqua durante le precipitazioni.
Il prospetto a mattoni, in genere, non veniva intonacato, ma si poteva comunque riscontrare un effetto visivo policromo per via dell'uso di laterizi di colori e tonalità diverse per i vari elementi architettonici. I solai e le coperture erano spesso sostenute da volte, che garantivano maggiore stabilità. Nel complesso mancavano i servizi igienici, essendo notoriamente usate a tale scopo le latrine pubbliche e le terme.

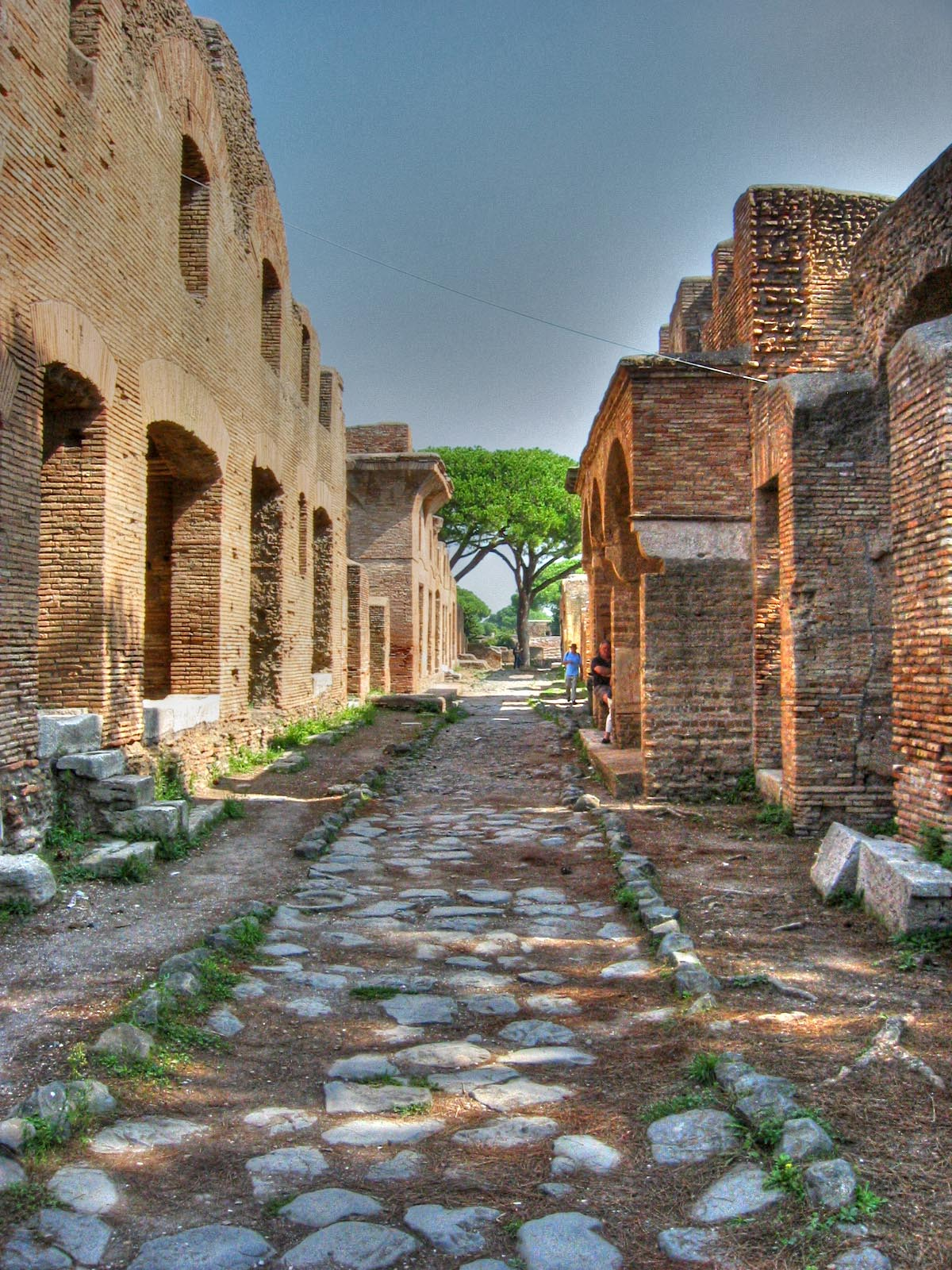
Strada con insulae a Ostia antica

A Ostia antica si conservano i resti di diversi tipi di insulae, che sono a volte riunite in caseggiati che comprendevano anche spazi per attività artigianali e servizi comuni, come nel caso del cosiddetto "caseggiato di Diana".
A Roma urbe le insulae erano di veri e propri palazzi: gli appartamenti venivano ceduti in affitto e spesso anche in subaffitto, creando tramezzi posticci con l'ausilio di tavole di legno o panni. Ampie parti degli stabili (i solai, le sopraelevazioni, i ballatoi) erano costruite in legno e a volte le nuove costruzioni venivano "appoggiate" ai muri perimetrali di quelle preesistenti, creando un pericoloso incastro che stressava le strutture. A causa dell'affollamento del centro cittadino, gli edifici giunsero a svilupparsi in altezza anche sino a 10 piani, nonostante il tentativo di limitarne l'altezza per legge: sotto Augusto, il limite massimo di altezza era stato fissato a 70 piedi, pari a poco meno di 21 m, ma di fatto venivano tollerate entro certi limiti le sopraelevazioni realizzate in materiali più leggeri. In media comunque i piani erano quattro.
Le insulae di epoca imperiale (soprattutto a partire da Traiano e Adriano) furono caratterizzate da una notevole uniformità e razionalità nell'impianto, che erano frutto di quella particolare mentalità dei ceti mercantili e urbani ai quali esse erano destinate. 
La costruzione delle insulae e il loro affitto costituiva, in particolare a Roma, un'importante fonte di reddito, a fronte della quale in alcuni casi vennero messe in atto delle vere e proprie speculazioni, risparmiando sulla quantità e qualità dei materiali da costruzione e procedendo ad ampliamenti posticci con grande disinvoltura. Giovenale e Marziale, tra la fine del I secolo e gli inizi del II, danno un vivido quadro della vita in queste abitazioni, dove il pericolo di crolli e incendi era onnipresente.
Dopo il grande incendio di Roma, l'imperatore Nerone dettò norme molto severe per la costruzione delle insulae, proibendo che avessero muri perimetrali comuni e sviluppo in altezza superiore ai 5 piani. Decretò inoltre che tutti gli edifici fossero costruiti prevalentemente in pietra e dotati di portici sporgenti dalla facciata, con servitù pubblica di passaggio e attrezzature antincendio. Traiano, a sua volta, ridusse i limiti di altezza imposti da Augusto, portandoli a 60 piedi (poco meno di 18 m). Le norme furono tuttavia largamente disattese e, tra la fine del II e gli inizi del III secolo, l'insula Felicles, nel Campo Marzio, viene citata quasi proverbialmente da Tertulliano (Adversus Valentinianos, 7) per la sua altezza straordinaria.